# The Driver (Charles Kelley)
The Driver è il primo album in studio da solista del cantante country statunitense Charles Kelley, membro dei Lady Antebellum. Il disco è stato pubblicato nel febbraio 2016.

## Tracce
1. Your Love (Abe Stoklasa, Ashley Ray) – 4:15
2. The Driver (featuring Dierks Bentley & Eric Paslay) (Charles Kelley, Eric Paslay, Stoklasa) – 4:35
3. Dancing Around It (C. Kelley, Stoklasa, Daniel Tashian) – 4:38
4. Southern Accents (featuring Stevie Nicks) (Tom Petty) – 4:15
5. Lonely Girl (Chris Stapleton, Jesse Frasure) – 2:59
6. The Only One Who Gets Me (C. Kelley, Nathan Chapman) – 3:47
7. Round in Circles (C. Kelley, Josh Kelley) – 4:16
8. I Wish You Were Here (featuring Miranda Lambert) (Jedd Hughes) – 3:48
9. Leaving Nashville (Stoklasa, Donovan Woods) – 3:26